# Inkacsont

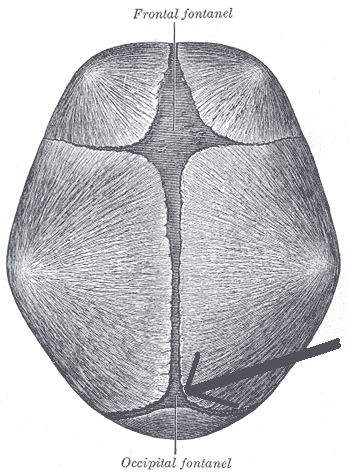
Egy csecsemő koponyája (a nyíl mutatja a hátulsó kutacsot, de pontos kép nem áll rendelkezésre)

Az os interparietale (inkacsont, os epactale, os incae, os apicis) egy rendellenes csont (os) az ember koponyáján (cranium) . A hátulsó kutacs (fonticulus posterior) helyén és a falcsontok (os parietale) között szokott megjelenni. A squama occipitalis kötőszövetesen csontosodó részénél alakulhat ki úgy, hogy nem csontosodik össze a squama occipitalis alsó részével. (Kép nem áll rendelkezésre)